# Véhicule terrestre sans pilote
Un véhicule terrestre sans pilote ou UGV (unmanned ground vehicle) est un véhicule qui fonctionne en contact avec le sol et sans présence humaine à bord. Les UGV peuvent être utilisés pour de nombreuses applications où il peut être gênant, dangereux ou impossible d'avoir un opérateur humain présent à bord. Généralement, le véhicule dispose d'un ensemble de capteurs pour observer l'environnement (comme le FPV, à vue subjective), et prendra des décisions autonomes sur son comportement ou transmettra l'information à un opérateur humain à un autre endroit qui contrôlera le véhicule par télé-opération.
L'UGV est l'équivalent terrestre des drones aériens, des drones sous-marins et des drones de surface. La robotique sans pilote est activement développée pour un usage civil et militaire afin d'effectuer une variété d'activités ennuyeuses, salissantes et dangereuses.

## Historique
Parmi les premiers prototypes de drones, on peut citer les robots explosifs appelés « torpilles terrestres » Aubriot-Gabet qui sont inventées en France en 1915 et le « Crocodile Schneider-Creusot », mis en service dans la 2e armée française en juillet 1915.
Dans les années 1930, l'URSS développe le Teletank, un petit char de combat armé d'une mitrailleuse et contrôlé à distance par radio depuis un autre char. Les Teletanks ont opéré pendant la guerre d'Hiver (1939-1940) contre la Finlande et au début de la guerre germano-soviétique après l'invasion de l'URSS par les puissances de l'Axe en 1941. Pendant la Seconde Guerre mondiale, les Britanniques ont développé une version radiocommandée de leur char d'infanterie Matilda Mark II en 1941. Connu sous le nom de « Prince noir », il aurait été utilisé pour attirer le feu des canons antichars dissimulés, ou pour des missions de démolition. En raison des coûts de conversion du système de transmission du tank en boîte de vitesses de type Wilson, une commande de 60 chars a été annulée.
À partir de 1942, la Wehrmacht utilise un engin à chenilles, le Goliath, pour des travaux de démolition télécommandés. Le Goliath était un petit véhicule à chenilles pouvant transporter 60 kg de charge explosive, qui était dirigé par un câble de commande.
Dans les années 1960 le premier développement de robots mobiles est appelé « Shakey le robot »

## Exemple d'UGV
- BTR-90 Krymsk
- Clearpath Robotics (en)
- DOK-ING (en)
- DRDO Daksh (en)
- Foster-Miller TALON (en)
- Gladiator TUGV (en)
- G-NIUS Autonomous Unmanned Ground Vehicles
- GROVER (en)
- MacroUSA Armadillo V2 Micro UGV
- Miloš
- Nerekhta UGV
- Nova 5 (en)
- PackBot
- Ratel S[3]
- Remotec ANDROS F6A
- Ripsaw
- Robowatch ASENDRO
- Scorpion SUGV
- Snatch Land Rover (en)
- THeMIS
- Titan Autonomous Tank Killer
- Uran-9
- VIPeR (en)